# Cibatu (Cisaat)
Cibatu is een bestuurslaag in het regentschap Sukabumi van de provincie West-Java, Indonesië. Cibatu telt 9951 inwoners (volkstelling 2010).